# Misterio
Misterio és una pel·lícula mexicana de thriller del 1980 dirigida i escrita per Marcela Fernández Violante. La pel·lícula és protagonitzada per Juan Ferrara, com una estrella de televisió que desdibuixa la realitat amb la trama de la telenovel·la que està rodant. Helena Rojo interpreta a Sandra, la seva coprotagonista, mentre que Víctor Junco és el director de televisió i Beatríz Sheridan és la guionista. Misterio està adaptada d’una novel·la escrita per Vicente Leñero, que s'adapta a la pantalla. La pel·lícula va rebre vuit premis Ariel el 1980, inclosos el de millor actor (Ferrara), millor actriu (Rojo), millor actor de repartiment (Junco) i millor actriu de repartiment (Sheridan).

## Sinopsi
Un actor de telenovel·les es veu barrejat en un drama real molt semblant al que representa en el seu treball. La realitat i la fantasia es barregen en la seva existència. Horroritzat, intenta sortir de la telenovel·la en què ha convertit la seva vida, però quan aconsegueix escapar entra a una altra telenovel·la tan ridícula i esquemàtica com l'anterior. Tan ell com els altres actors són dirigits per un ser superior, i finalment, es resigna a ser un personatge més de l'argument.

## Repartiment
- Juan Ferrara - Alex
- Helena Rojo - Silvia
- Víctor Junco - director de televisió
- Beatriz Sheridan - Gladys
- Ramón Menéndez - director de càmara
- Jorge Fegán - productor executiu
- Leticia Perdigón - María Luisa

## Premis Ariel
Als XXIII edició dels Premis Ariel va rebre vuit premis de 12 nominacions.
| XXIII edició dels Premis Ariel |                              |           |
| Marcela Fernández Violante     | Millor direcció              | Nominat   |
| Juan Ferrara                   | Millor actor                 | Guanyador |
| Helena Rojo                    | Millor actriu                | Guanyador |
| Víctor Junco                   | Millor actor secundari       | Guanyador |
| Beatriz Sheridan               | Millor actriu de repartiment | Guanyador |
| Vicente Leñero                 | Millor guió                  | Guanyador |
| Vicente Leñero                 | Millor història original     | Guanyador |
| Daniel López                   | Millor fotografia            | Nominat   |
| Jorge Bustos                   | Millor edició                | Guanyador |
| Leonardo Velázquez             | Millor partitura original    | Nominat   |
| Rafael Suárez                  | Millor direcció artística    | Nominat   |
| Xavier Rodríguez               | Millor decoració de decorats | Guanyador |